# Campylopodiella crenulata
Campylopodiella crenulata är en bladmossart som beskrevs av Frahm, Norris och T. Koponen 1988. Campylopodiella crenulata ingår i släktet Campylopodiella och familjen Dicranaceae. Inga underarter finns listade i Catalogue of Life.